# Саломадин, Александр Николаевич
Александр Николаевич Саломадин (1918—1999) — генерал-майор Советской Армии, участник Великой Отечественной войны.

## Биография
Александр Николаевич Саломадин родился 11 сентября 1918 года в деревне Обухово (ныне — Сасовский район Рязанской области). 19 ноября 1938 года был призван на службу в Рабоче-Крестьянскую Красную Армию. В 1941 году окончил Военно-инженерную академию имени В. В. Куйбышева.
С первых дней Великой Отечественной войны — на её фронтах. Воевал старшим помощником начальника оперативного отдела Штаба инженерных войск Карельского фронта, заместителем начальника штаба — начальником оперативного отделения штаба, затем начальником штаба 20-й моторизированной штурмовой инженерно-сапёрной бригады. Занимался составлением информационных листков для командования, обобщением опыта боевых действий сапёров, особенно по инженерному обеспечению разведывательных мероприятий. Участвовал в организации форсирования реки Свирь и прорыве финской обороны на её берегу. Принимал участие также в советско-японской войне, в частности, лично участвовал в штурме горы Верблюд — главного бастиона японской обороны на Большом Хингане.
После окончания войны продолжал службу в Советской Армии. В 1953 году окончил Высшую военную академию имени К. Е. Ворошилова. Служил на высоких командных должностях в системе инженерных войск Вооружённых Сил СССР. С 1969 года возглавлял инженерный факультет Военно-инженерной академии имени В. В. Куйбышева, а с 1971 года — военно-инженерную кафедру Военной академии Генерального Штаба Вооружённых Сил СССР. В феврале 1975 года был уволен в запас. Умер 24 ноября 1999 года.

## Награды
- Орден Красного Знамени (25 сентября 1945 года);
- 2 ордена Отечественной войны 1-й степени (28 ноября 1944 года, 6 апреля 1985 года);
- Орден Отечественной войны 2-й степени (3 августа 1944 года);
- Орден Красной Звезды (26 октября 1955 года);
- 2 медали «За боевые заслуги» (9 ноября 1943 года, 20 июня 1949 года), медали «За оборону Москвы», «За оборону Советского Заполярья» и другие.

## Ссылка
- Саломадин А. Н. на портале «Alma Mater инженерных войск».